# Muquém de São Francisco
Muquém de São Francisco est une municipalité brésilienne de l'État de Bahia et la microrégion de Barra.